# Asemonea serrata
Asemonea serrata là một loài nhện trong họ Salticidae.
Loài này thuộc chi Asemonea. Asemonea serrata được Wanda Wesołowska miêu tả năm 2001.